# Остеомаляция беременных
Остеомаля́ция бере́менных (лат. osteomalatia gravidarum) — редкая форма раннего токсикоза беременных.

## Клиническая картина и диагностика
Причина болезни — нарушение фосфорно-кальциевого обмена, декальцинация и размягчение костей скелета. Выраженная форма остеомаляции беременных встречается очень редко, чаще наблюдается её стёртая форма — симфизиопатия.
Основными симптомами являются боли в костях таза, ногах и мышцах, утомляемость, общая слабость, парестезии. При этом повышаются сухожильные рефлексы и походка становится «утиной». Болезненна пальпация лонного сочленения.
При ультразвуковом исследовании и рентгенологическом исследовании таза при симфизиопатии обнаруживается расхождение костей лонного сочленения, а при истинной остеомаляции — деструктивные изменения в костях.

## Лечение
Остеомаляция является медицинским показанием для прерывания беременности.
Так как при стёртой форме остеомаляции беременных проявляется гиповитаминоз D, производится лечение витамином D и рыбьим жиром. Также применяются препараты прогестерона и общее ультрафиолетовое облучение.